# Bârsănești, Bacău
Bârsănești este satul de reședință al comunei cu același nume din județul Bacău, Moldova, România. La recensământul din 2002 avea o populație de 1.832 locuitori.